# باول نوبل
باول نوبل (بالإنجليزية: Paul Noble)‏ هو فنان بريطاني، ولد في 1963 في نيوكاسل أبون تاين في المملكة المتحدة.

## وصلات خارجية
- باول نوبل على موقع ميوزك برينز (الإنجليزية)
- باول نوبل على موقع ديسكوغز (الإنجليزية)